# Pojasna kočnica
Pojasna kočnica zbog jednostavne konstrukcije je poznata već odavno. Prednost im je što se relativno malom silom mogu ostvariti veliki učinci kočenja. Nedostatak im je veliko opterećenje vratila na savijanje, a ni sustav kočenja nije jako stabilan. Upotrebljavaju se u gradnji dizalica. Koči se pomoću čelične trake (pojasa) snabdjevene kočnom oblogom prebačenom preko kočnog cilindra, a opterećene su utezima, oprugama ili rukom. Razlikujemo jednostavne, sumarne, diferencijalne, ovijene, dvosmjerne i unutarnje pojasne kočnice. Ove posljednje rijetko se upotrebljavaju, jer je i pored velikog kuta opasivanja (većeg nego kod unutarnjih čeljusnih kočnica) moment kočenja zbog niskih dopuštenih sila opterećenja relativno nizak. Kod ovijenih pojasnih kočnica, s većim brojem ovijanja bubnja, povećava se duljina dodira bubnja i pojasa, a time i moment kočenja.

## Tarne kočnice
Kod tarnih kočnica dolazi nakon uključivanja kočionog dijela s oblogom do trenja između pokretnih dijelova kočnice i obloge koja miruje. Kočenjem smanjena kinetička energija pretvara se u toplinu. Ova tako razvijena toplina mora biti odvođena, što je zadatak kod konstruiranja kočnice. Tarne kočnice nalaze široku primjenu u raznim industrijskim granama. Omogućuju jednostavne, jeftine, pouzdane i za razne pogone prilagodljive izvedbe. Troškovi održavanja kočnica su niski, vijek trajanja relativno dug, a sile potrebne za uključivanje niske. Ove vrste kočnica služe često i kao sigurnosni organi. Uključivanje kočnice može biti ručno, pneumatski, hidraulički, i to bilo direktno ili preko poluga. U nedostatke tarnih kočnica ubrajamo: trošenje tarnih dijelova, promjenjivost kočionog momenta sile. Do ove promjenjivosti dolazi zbog dolazi zbog promjena koeficijenta trenja izazvanog promjenama temperature, vlage, brzine i tlaka na oblogama. Prema načinu izvedbe razlikujemo čeljusne, pojasne, pločaste (lamelne) i stožaste kočnice.